# Amy Rutberg
Amy Lauren Ruth Rutberg (* 11. November 1981 im Los Angeles County, Kalifornien) ist eine US-amerikanische Schauspielerin.

## Leben und Karriere
Amy Rutberg stammt aus Kalifornien und besuchte die University of California, Los Angeles, die sie 2004 mit einem Abschluss in Soziologie verließ. Sie ist seit 1997 als Schauspielerin aktiv, eine ihrer ersten Rollen spielte sie in einer Episode der Serie Pacific Blue – Die Strandpolizei. Generell war sie seitdem häufig in Gastrollen in US-Serien zu sehen, darunter Jung und Leidenschaftlich – Wie das Leben so spielt, Criminal Intent – Verbrechen im Visier, Law & Order, The Actress, Good Wife, Elementary, Bull, The Blacklist, Blindspot, Navy CIS: New Orleans oder Taken – Die Zeit ist dein Feind.
Auch in einigen Filmen war Rutberg zu sehen, etwa in Murder in Manhattan, The Mansion, Die Sex-Wette: The Winner Takes It All oder Hard Sell.
Größere Bekanntheit erlangte Rutberg vor allem durch die Rolle der Marci Stahl aus der Netflix-Serie Marvel’s Daredevil, die sie ab 2015 in einer Nebenrolle in allen drei Staffeln darstellte. Die Rolle spielte sie auch in einer Episode der Crossover-Serie Marvel’s The Defenders.
Rutberg ist seit 2011 mit Shane Rahmani verheiratet. Zusammen sind sie Eltern eines Kindes.

## Filmografie (Auswahl)
- 1997: Sports Theater with Shaquille O’Neal (Fernsehserie, eine Episode)
- 1997: Pacific Blue – Die Strandpolizei (Pacific Blue, Fernsehserie, Episode 3x02)
- 2005: Everwood (Fernsehserie, Episode 3x16)
- 2006: Jung und Leidenschaftlich – Wie das Leben so spielt (As the World Turns, Fernsehserie, eine Episode)
- 2008: Recount – Florida zählt nach (Recount, Fernsehfilm)
- 2008–2010: Law & Order (Fernsehserie, 2 Episoden)
- 2009: Jake and Amir (Fernsehserie, 3 Episoden)
- 2009: The Unusuals (Fernsehserie, Episode 1x03)
- 2009: Criminal Intent – Verbrechen im Visier (Criminal Intent, Fernsehserie, Episode 8x12)
- 2009: Sucker Punch (Kurzfilm)
- 2010: Inside Out (Kurzfilm)
- 2013: Murder in Manhattan (Fernsehfilm)
- 2013: The Mansion
- 2014: The Actress (Fernsehserie, Episode 3x03)
- 2014: Die Sex-Wette: The Winner Takes It All (The Opposite Sex)
- 2014: Alpha House (Fernsehserie, Episode 2x06)
- 2015: Good Wife (The Good Wife, Fernsehserie, Episode 6x15)
- 2015: Karl Manhair, Postal Inspector (Fernsehserie, 4 Episoden)
- 2015–2018: Marvel’s Daredevil (Fernsehserie, 11 Episoden)
- 2016: Elementary (Fernsehserie, Episode 4x11)
- 2016: Hard Sell
- 2017: Accomodations
- 2017: Beerfest (Mini-Serie, 6 Episoden)
- 2017: Rebel in the Rye
- 2017: Bull (Fernsehserie, Episode 1x13)
- 2017: The Blacklist (Fernsehserie, Episode 4x17)
- 2017: Marvel’s The Defenders (Fernsehserie, Episode 1x02)
- 2017: Blindspot (Fernsehserie, Episode 3x02)
- 2018: Taken – Die Zeit ist dein Feind (Taken, Fernsehserie, Episode 2x06)
- 2018: Blue Bloods – Crime Scene New York (Blue Bloods, Fernsehserie, Episode 9x03)
- 2018–2019: Navy CIS: New Orleans (NCIS: New Orleans, Fernsehserie, 6 Episoden)
- 2019: Law & Order: Special Victims Unit (Fernsehserie, Episode 20x14)
- 2019: FBI (Fernsehserie, Episode 2x02)